# BMW Open 2000
BMW Open 2000 — тенісний турнір, що проходив на ґрунтових кортах у місті Мюнхен, Німеччина з 1 травня. Належав до категорії ATP International Series.

## Фінальна частина

### Одиночний розряд
Франко Скілларі —  Томмі Гаас 6–4, 6–4

### Парний розряд
Девід Адамс /  Джон-Лаффньє де Ягер —  Максим Мирний /  Ненад Зімоньїч 6–4, 6–4